# Etty Hillesum Lyceum
Het Etty Hillesum Lyceum (EHL) is een brede middelbare scholengemeenschap voor algemeen bijzonder onderwijs in Deventer. De school verzorgt voortgezet speciaal onderwijs (vso), praktijkonderwijs (pro), voorbereidend middelbaar beroepsonderwijs (vmbo), middelbaar algemeen voortgezet onderwijs (mavo), hoger algemeen voortgezet onderwijs (havo), atheneum en gymnasium, en heeft ook een internationale schakelklassen (isk). De scholengemeenschap heeft 5319 leerlingen (2018/19) en 542 medewerkers, waarvan 391 leraren (2019).

## Geschiedenis
De scholengemeenschap ontstond op 1 augustus 2000 door de fusie van de drie brede scholengemeenschappen in Deventer: het openbare Alexander Hegius Lyceum, het katholieke Geert Groote College en het christelijke Scholengemeenschap Revius. De school valt onder Stichting Carmelcollege, een katholieke onderwijsstichting met twaalf schoolorganisaties voor bijzonder voortgezet onderwijs, voornamelijk in Overijssel.
Vóór de fusie was er veel concurrentie tussen de drie scholengemeenschappen. Veel geld werd aan andere zaken dan onderwijs besteed. Er werd veel besteed aan marketing, gelikte presentaties en geweldige open dagen om leerlingen te lokken. Er was bovendien veel inefficiëntie en verspilling: als één school een mooi gebouw had voor een studierichting, zette de ander er één recht tegenover. Alle drie hadden een gymnasiumafdeling, maar op de openbare en de christelijke zaten slechts enkele leerlingen per klas. Een van de drie scholengemeenschappen dreigde ten onder te gaan, een ander te verzwarten en het vbo dreigde te verdwijnen.
Door de onderlinge tegenwerking kwam er geen overeenstemming over een nieuwe middelbare school aan de zuidkant van de stad, waar grote nieuwe woonwijken waren verrezen.
Aan deze situatie kwam een eind toen de drie scholen in 2000 fuseerden tot het EHL. Aan de zuidkant van Deventer werd Het Stormink gebouwd en alle andere gebouwen werden opgeknapt. Leerlingen kregen ruimere keus in niveaus, richtingen en vakken. Bovendien werd het mogelijk leerlingen intensiever te begeleiden. De zes vestigingen van de school hebben allemaal een eigen karakter.
In 2001 werd het vso geïntegreerd in het EHL doordat de school de vso afdelingen van de openbare sbo/vso school De Wetering en de katholieke St. Bernardschool voor sbo/vso aan Arkelstein overnam.
In augustus 2017 werd de vrijeschool-leerroute Het Corberic opgezet en geïntegreerd in De Marke,

en werd de vso-school De Ambelt overgenomen, en geïntegreerd in De Marke.
Het EHL kent een Talentenprogramma, waarmee leerlingen die bijzondere talenten bezitten op het gebied van bv. sport, dans, muziek, theater of kunst extra faciliteiten en begeleiding kunnen krijgen. Ook heeft het EHL een eigen schoolorkest. De school biedt ook tweetalig onderwijs (tto).

## Naam

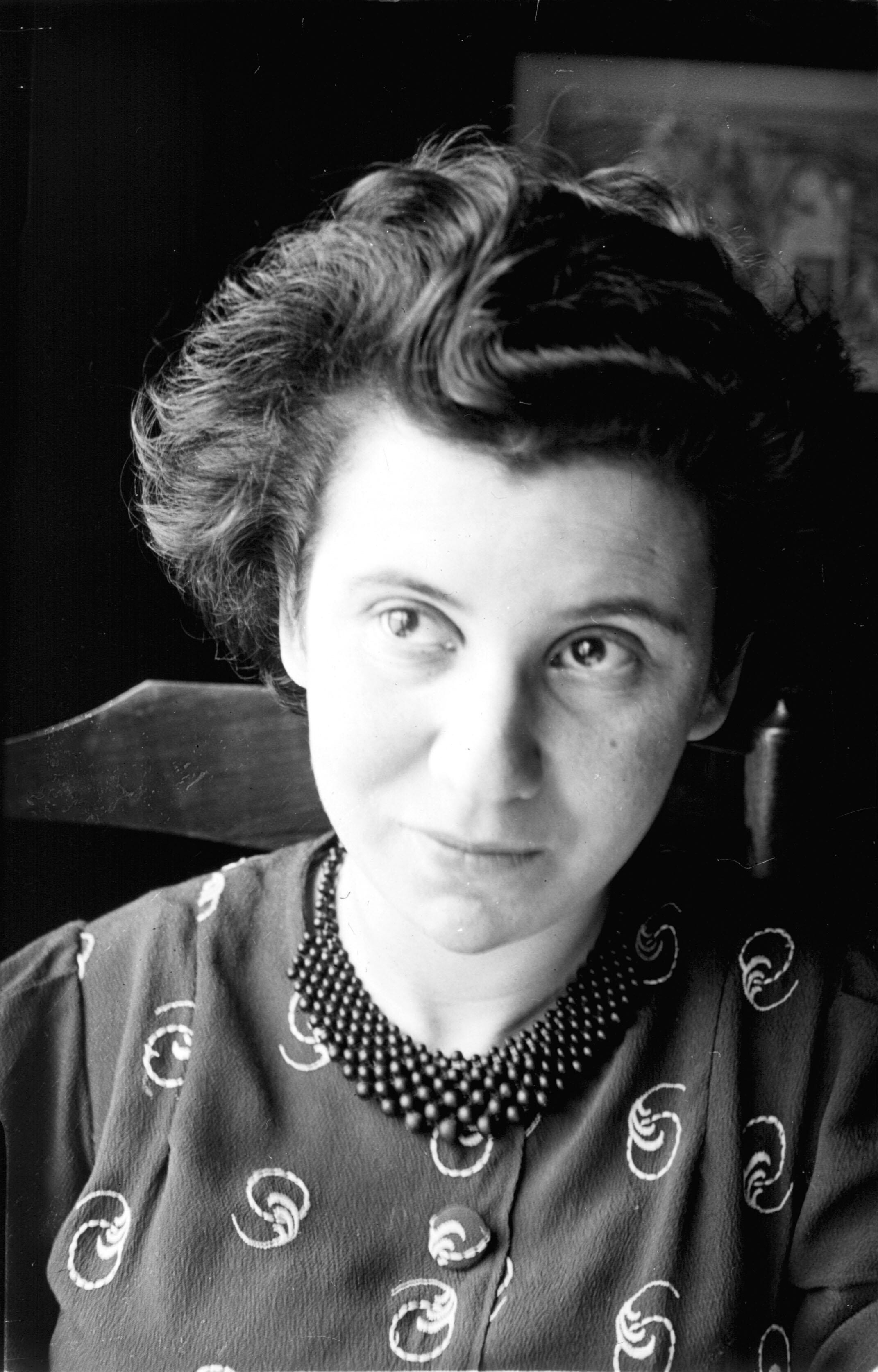
Etty Hillesum in 1939

Het Etty Hillesum Lyceum is genoemd naar Etty Hillesum (1914–1943), studente, dagboekschrijfster en joods oorlogsslachtoffer die in Deventer opgroeide en leerling was van de lagere Graaf van Burenschool en van het Gemeentelijk Gymnasium, een van de voorgangers van het EHL.

## Directie en organisatie
Het Etty Hillesum Lyceum staat onder leiding van de Centrale Directie, bestaande uit twee personen. De zes locaties worden geleid door locatiedirecteuren. De Centrale Directie en de locatiedirecteuren vormen samen de directieraad, het beleidsbepalend orgaan. Binnen de locaties staan onderwijsteams onder leiding van een teamleider.
De centrale directie van het Etty Hillesum Lyceum bestaat in 2019 uit voorzitter drs. V.M. (Vincent) Assink MBA en lid drs. W.B. (Wiebo) Spoelstra.
De directie is gehuisvest in het pand van De Marke Noord.

### Voorzitters centrale directie Etty Hillesum Lyceum
- 2000 –2005 – mr. drs. R.W.J. (Romain) Rijk (1957)[16][17][18]
- 2006 – 2011 – drs. A.M.G. (Marianne) Volp- Kortenhorst (1951)[18][19]
- 2011 – 2012 – drs. N.E.F.A. (Nico) de Vrede MBA MA (1959) (interim)[18][20][21][22]
- 2012 – 2017 – drs. A. (Arie) van Ommeren (1957)[20][23]
- 2017 – heden – drs. V.M. (Vincent) Assink MBA (1971)[23]

## Scholen van het EHL

### Arkelstein

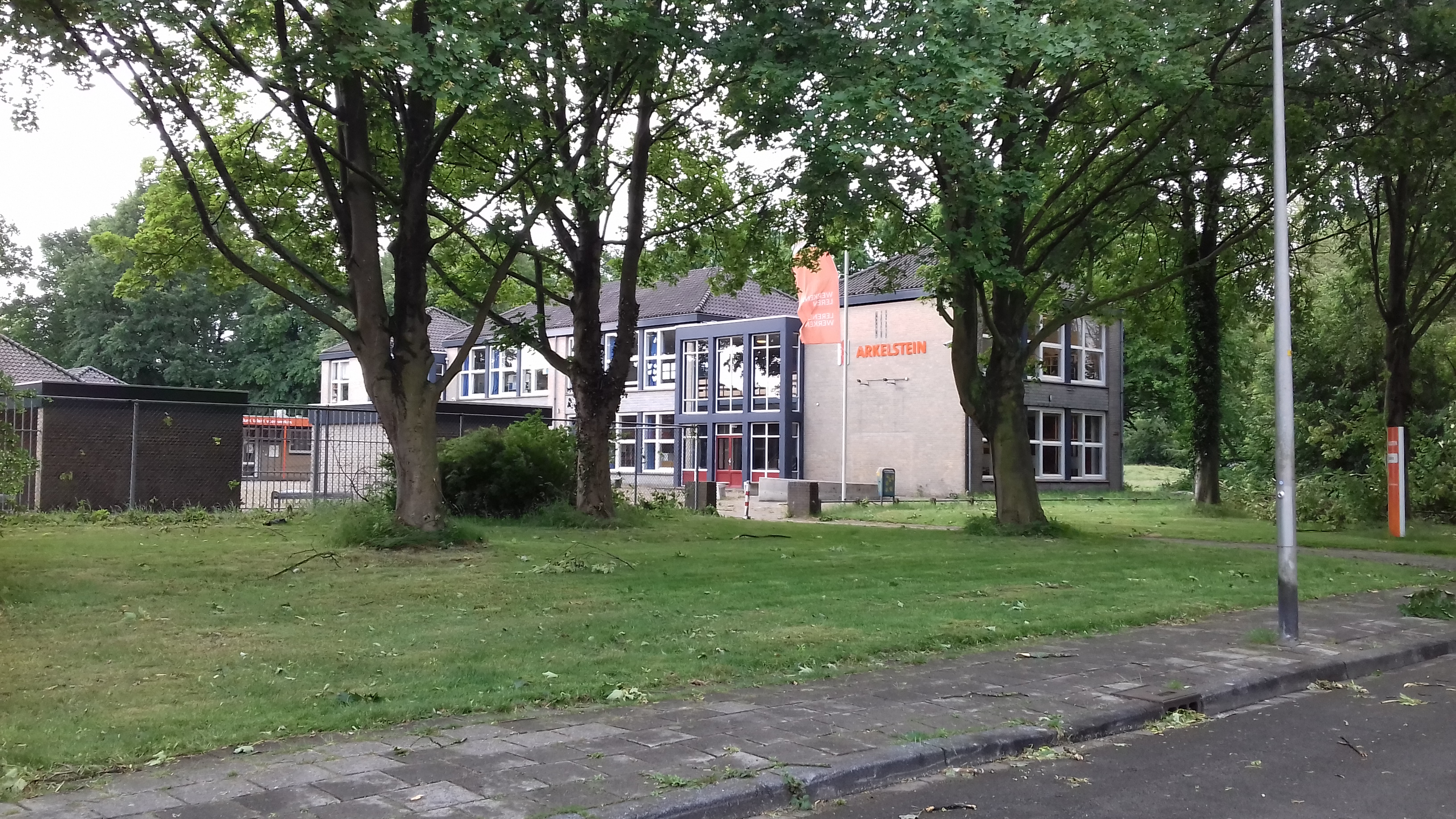
EHL Arkelstein

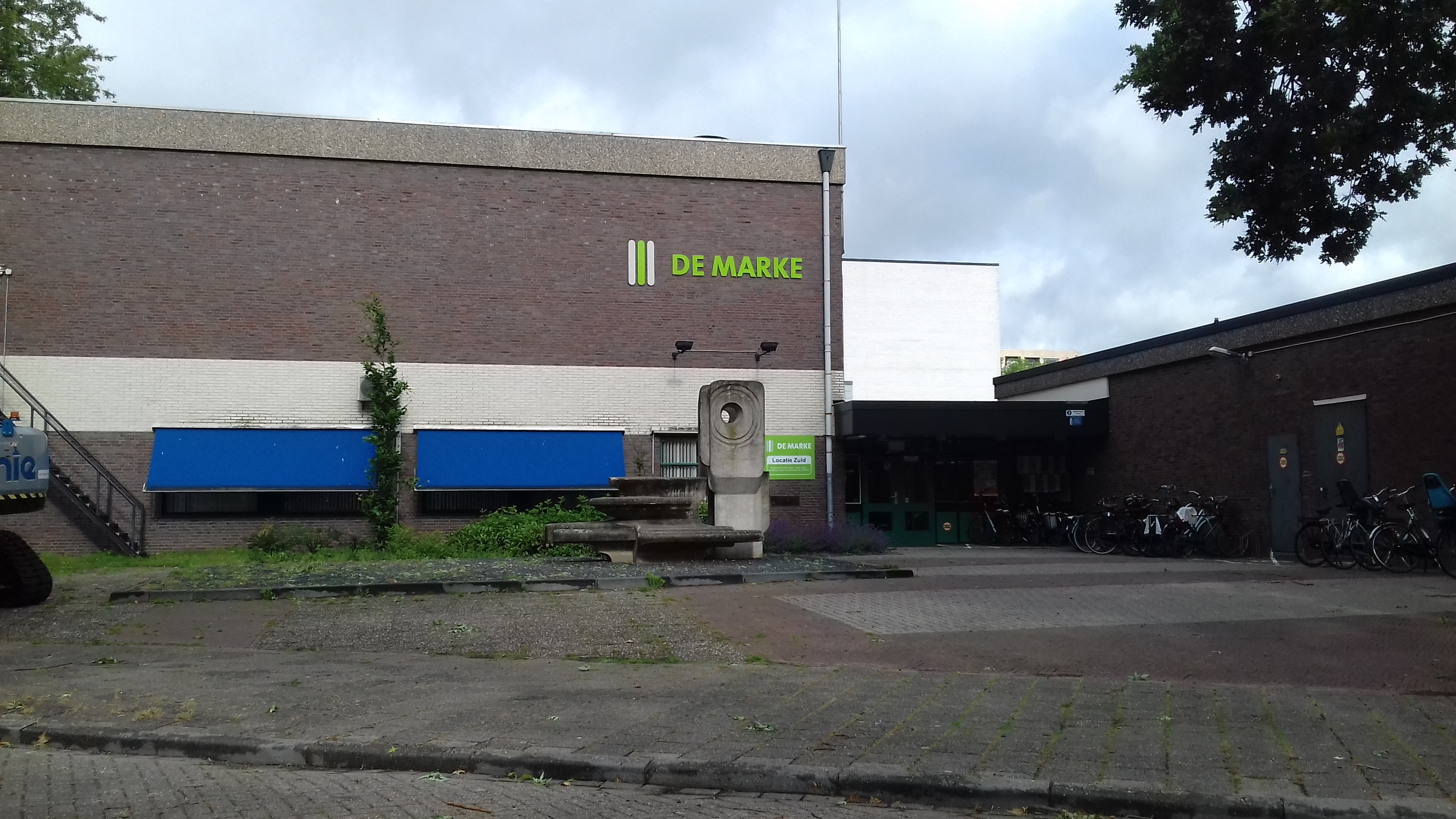
EHL De Marke Zuid (hoofdingang)

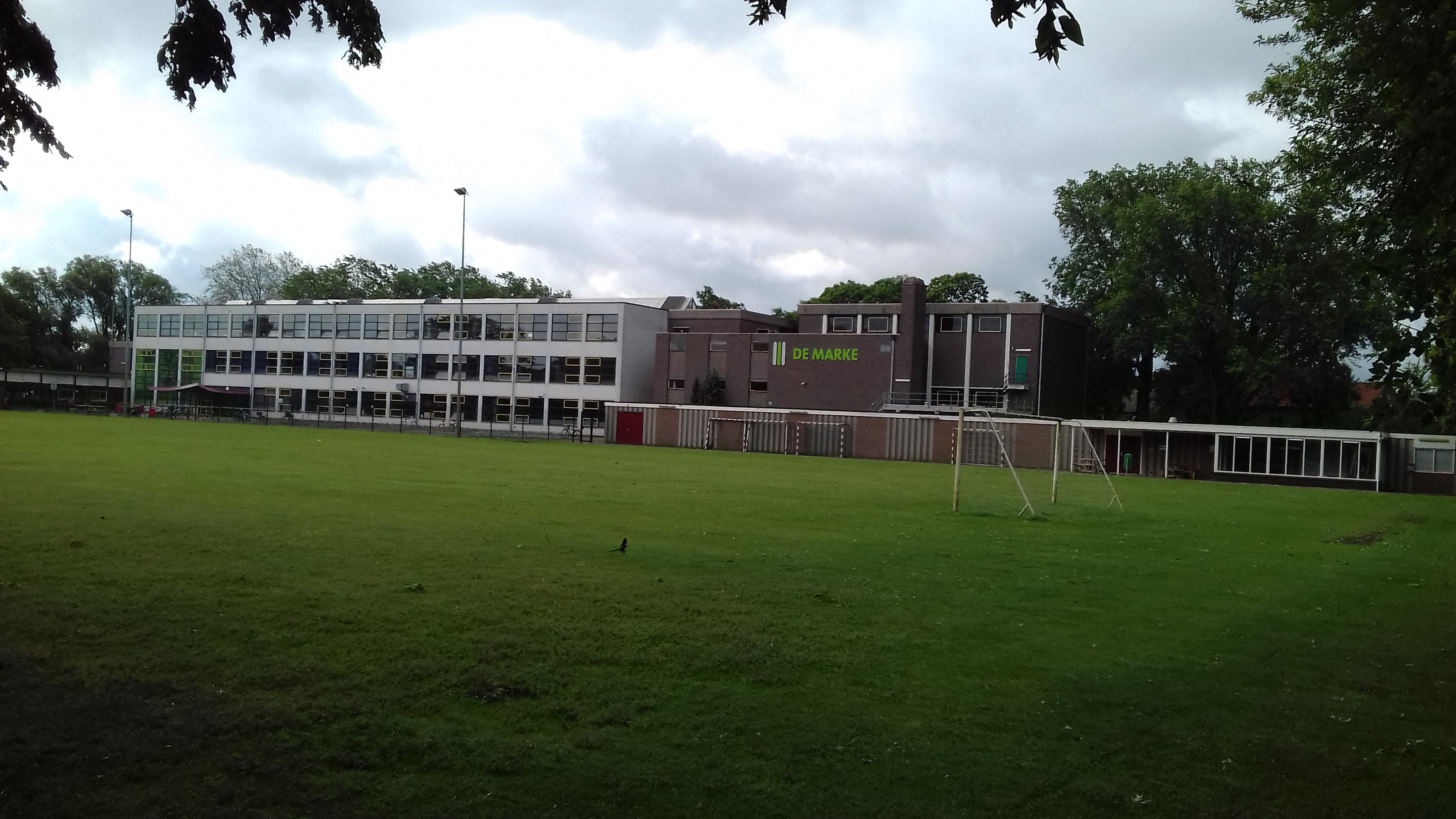
EHL De Marke Zuid (achterzijde)

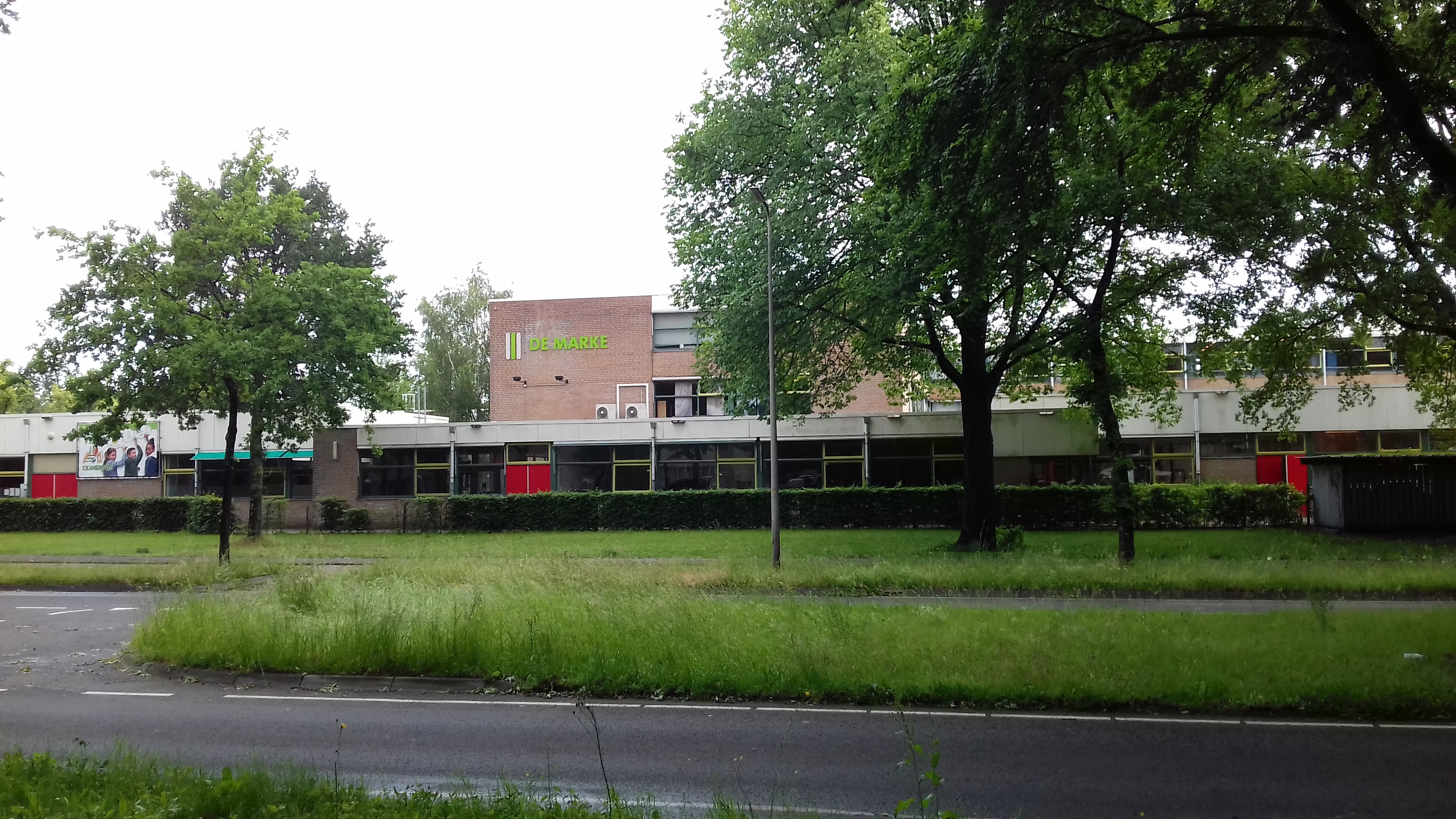
EHL De Marke Noord

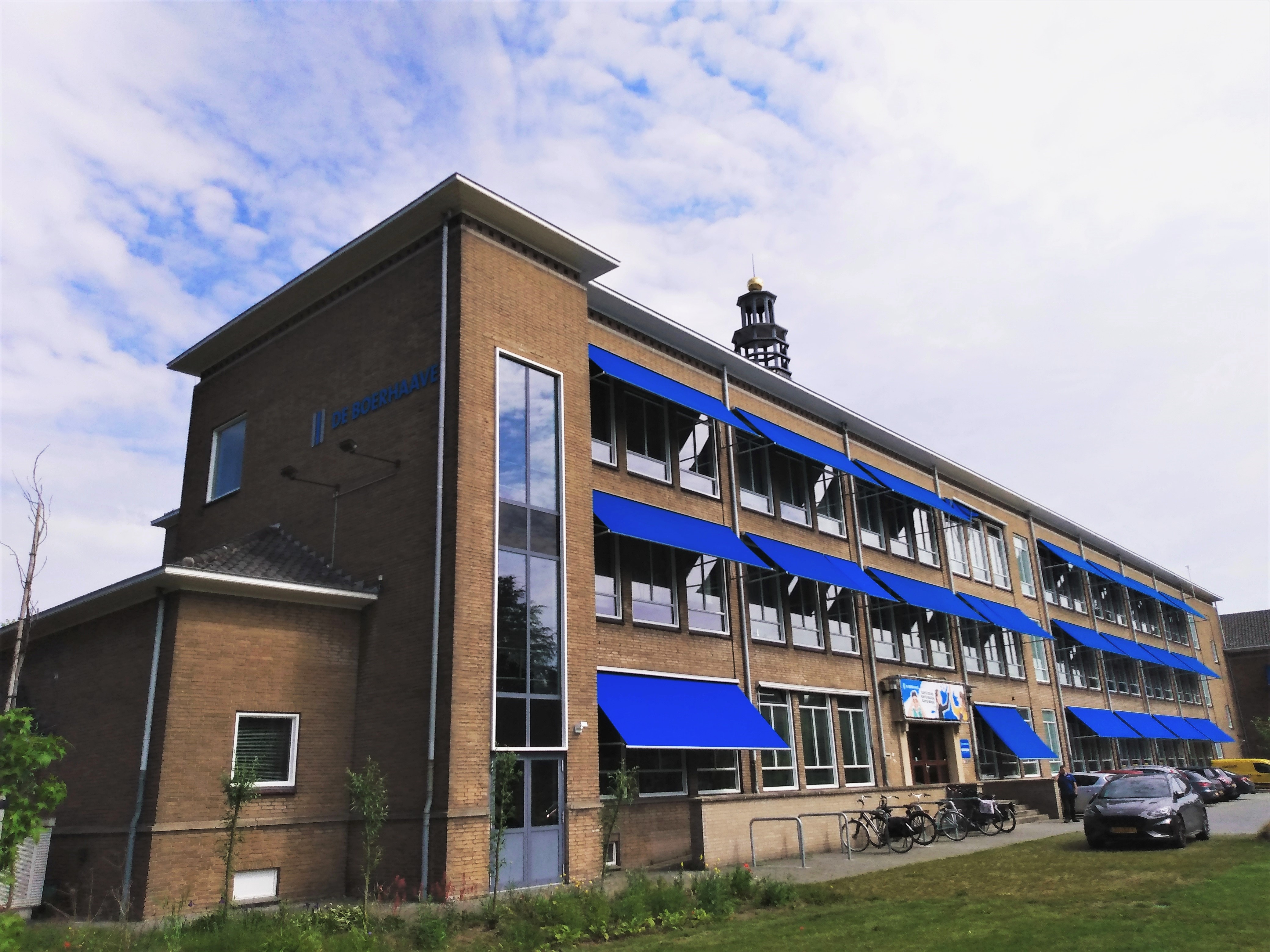
EHL De Boerhaave

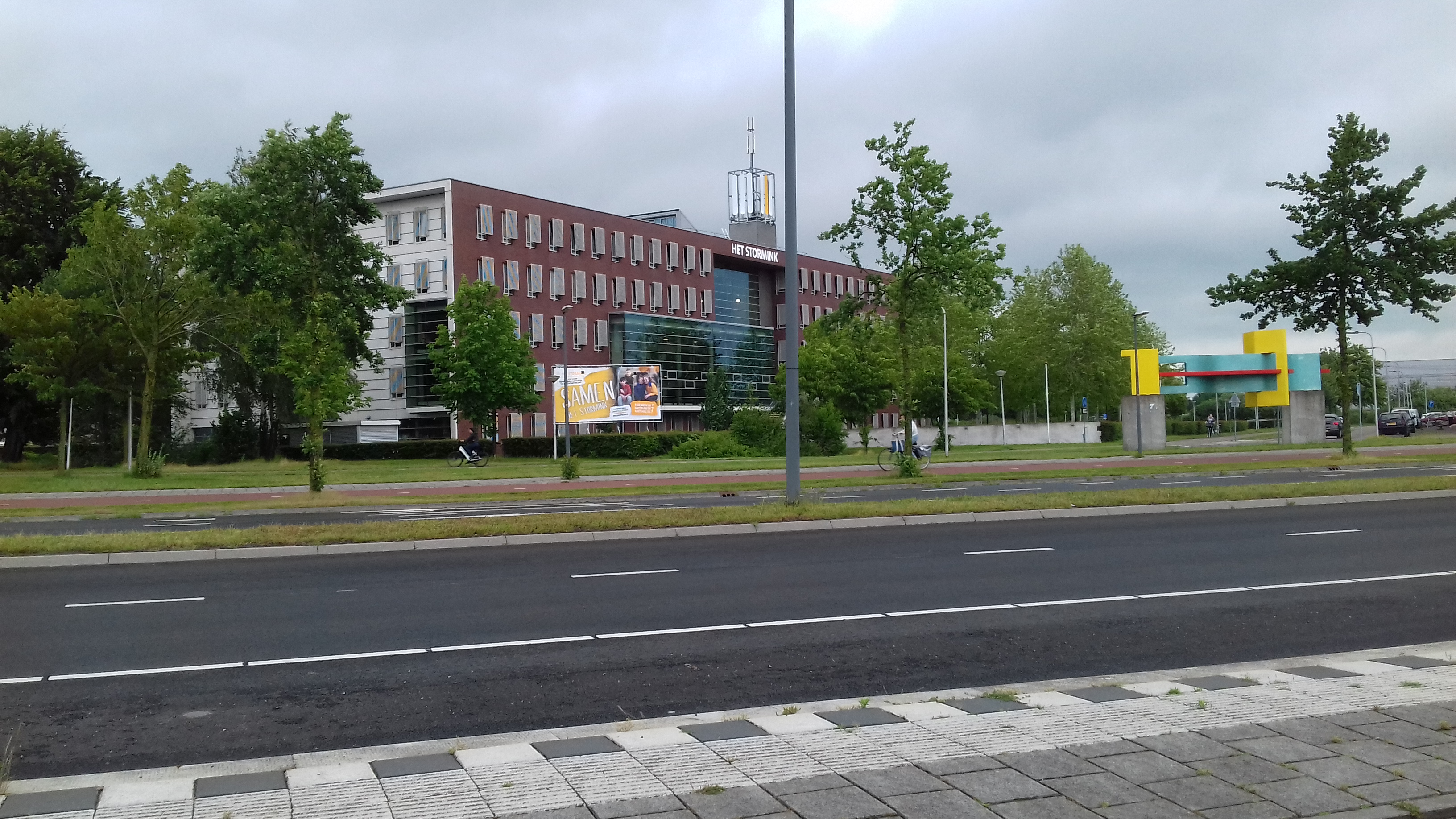
EHL Het Stormink

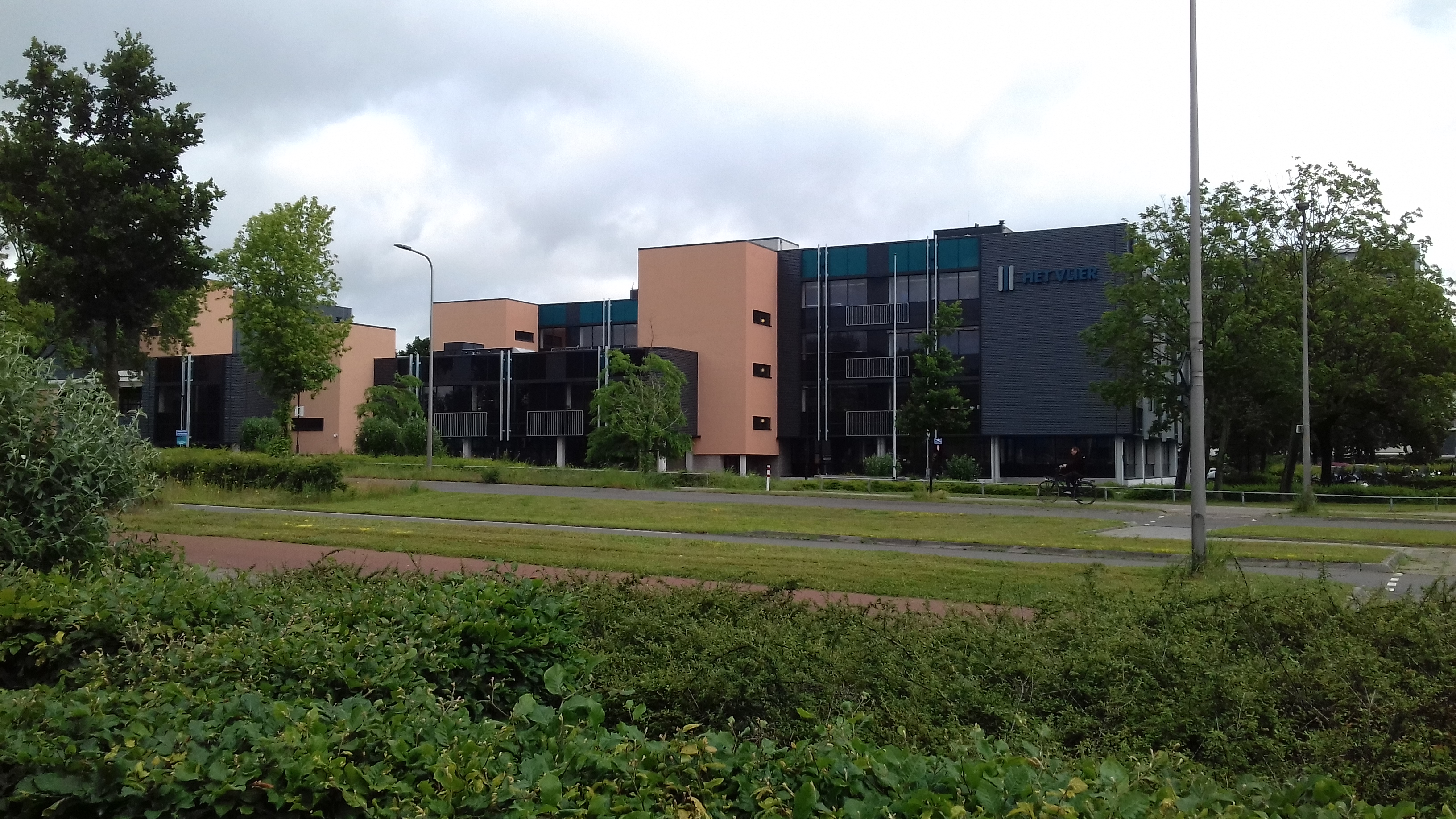
EHL Het Vlier

Arkelstein is een school voor praktijkonderwijs (pro).
De naam van de school is afgeleid van de straat waar het gebouw aan ligt, Arkelstein.
Het pand werd gebouwd in 1974.
Geschiedenis
De Wetering was een openbare sbo school met een vbo-mlk afdeling voor 12 tot 18-jarigen. Ze was gevestigd aan de Prinses Beatrixstraat met praktijkonderwijs aan de Koningin Wilhelminalaan in Keizerslanden. Aan Arkelstein was de katholieke St Bernardschool voor sbo met een vbo afdeling gevestigd.
Toen in 1998 wet op voortgezet onderwijs van kracht werd was het niet langer mogelijk om sbo en vso op één school aan te bieden. Daarom fuseerden in 2001 De Wetering en Arkelstein. Het vso werd opgenomen in het EHL dat vso zou integreren in het voortgezet onderwijs.
Primair speciaal onderwijs ging op in een nieuwe fusieschool die De Toermalijn ging heten en in een pand aan de Rubensstraat gevestigd werd. Daardoor kwam in het pand aan Arkelstein meer ruimte voor vso beschikbaar. Ook verrees er nieuwbouw welke in 2004 gereed was.
In 2014 werd de vso-zmok school De Bolster geïntegreerd in Arkelstein.

### De Marke
De Marke ontstond in augustus 2017 na de fusie van beide vmbo-scholen van het EHL, De Keurkamp en Het Slatink, met een nieuw opgezette vrijeschool-leerroute Het Corberic en de overname van vso De Ambelt. Het vso werd omgezet tot een arrangement klassen met expertise (KME).
De Marke Zuid is een vmbo examenschool (basis, kader). Ze biedt de volgende leerwegen:
bb, gl kb.
Deze school heette tot juli 2017 De Keurkamp Die naam was afgeleid van de straat waar het gebouw aan ligt, de Keurkampstraat.
De Marke Noord is een onderbouwschool voor havo, en een vmbo examenschool (basis, kader, mavo). Daarnaast is er met ingang van het schooljaar 2017/’18 de leerroute het Corberic voor vrijeschoolonderwijs (mavo, havo (onderbouw), vwo (onderbouw) )
Deze school heette tot juli 2017 Het Slatink. Die naam was afgeleid van de naam van een oude boerderij met deze naam, die ongeveer op deze locatie stond.

### De Boerhaave
De Boerhaave is een onderbouwschool voor havo, atheneum en gymnasium (leerjaren 1, 2 en 3). Daarnaast biedt het sinds september 2016 het de leerroute Ecolyceum, waarbij excellente vwo-leerlingen zich één dag in de week kunnen zich verdiepen in wetenschap en technologie die gericht is op duurzaamheid, natuur en ecologie.
Naast Ecolyceum biedt de Boerhaave ook de leerroutes Havo-XL (2019) en Kunst en Cultuur (2022) aan. Bij Havo-XL volgen leerlingen 1 dag in de week een project waarin ze in aanraking komen met het bedrijfsleven/ondernemerschap. Bij Kunst en Cultuur dat vanaf 2022 van start gaat hebben leerlingen één dag in de week project waarin ze zich verdiepen in kunst en culturele zaken. 
De naam is afgeleid van de straat waar het gebouw aan ligt, de Herman Boerhaavelaan.

### Het Stormink
Het Stormink is een brede onderbouwschool voor vmbo, havo, atheneum, atheneum-tto (tweetalig onderwijs) en isk (internationale schakelklas). Ze biedt de volgende leerlijnen: isk, bb, bb/kb, kb/mavo, mavo/havo, havo/vwo en (tweetalig) atheneum.
Het gebouw werd ontworpen doorir. Daan Josee van het Deventer architecten- en ingenieursbureau Kristinsson. Het werd in februari 2005 in gebruik genomen.
De naam van de school is afgeleid van de straat waar het gebouw aan ligt, de Storminkstraat. “Het Stormink” is ook de naam van de boerderij die vroeger op deze locatie stond, en waar de straat naar genoemd is.

### Het Vlier
Het Vlier is de bovenbouwschool voor havo en vwo (atheneum en gymnasium) (leerjaren 4, 5 en 6).
De naam is afgeleid van de straat waar het gebouw aan ligt, Het Vlier.

### Locaties en leerlingenaantallen
| Vestiging      | Aantal leerlingen | Bouwjaar pand | Locatie                | Coördinaat                    |
| -------------- | ----------------- | ------------- | ---------------------- | ----------------------------- |
| Arkelstein     | 193               | 1974          | Arkelstein 8           | 52° 16′ 21″ NB, 6° 9′ 13″ OL  |
| De Marke Noord | 1049              | 1965          | Lebuïnuslaan 1         | 52° 16′ 16″ NB, 6° 9′ 23″ OL  |
| De Marke Zuid  | 423               | 1983          | Ludgerstraat 1         | 52° 16′ 11″ NB, 6° 9′ 31″ OL  |
| Het Stormink   | 1086              | 2004          | Storminkstraat 1       | 52° 15′ 8″ NB, 6° 11′ 35″ OL  |
| De Boerhaave   | 835               | 1958          | Herman Boerhaavelaan 1 | 52° 15′ 59″ NB, 6° 10′ 12″ OL |
| Het Vlier      | 1580              | 1974          | Het Vlier 1            | 52° 16′ 29″ NB, 6° 8′ 39″ OL  |

## Bekende oud-leerlingen
- Jaap Reesema (1984), zanger
- Myrthe Eikenaar (1985), golfster
- Dewi-Claire Schreefel (1985), golfster
- Carlijn Achtereekte (1990), schaatsster
- Eefje Boons (1994),  atlete
- Sanne in 't Hof (1998), schaatsster
- Emma Oosterwegel (1998), atlete

### Oud-leerlingen voorgangers Etty Hillesum Lyceum
- Antoin Scholten (1959), politicus (Alexander Hegius)
- Jeroen Smit (1963), bedrijfskundige en journalist (Alexander Hegius)
- Frank Masmeijer (1961) televisiepresentator en crimineel (Alexander Hegius)